# Rita Joana de Souza
Rita Joana de Souza (Olinda, 1696 - Olinda, 1718) natural da antiga Capitania de Pernambuco, foi uma escritora, poetisa, pintora e entusiasta das ciências humanas, que muito se interessava por História e Geografia . Sua importância é reconhecida em biografias escritas no século XIX - exemplo de João São Pedro em Theatro Heroíno de 1736 -, nas quais se buscam evidenciar mulheres célebres do período colonial. Essas escritas revelam como Rita Joana foi nome pioneiro no mundo da escrita.

## Biografia
Rita Joana teve uma infância aparentemente saudável, que a permitia brincar pelos bosques de Olinda. Além disso, sendo uma das poucas mulheres do período que tinham o privilégio de poder escrever. Rita, apesar dos poucas fontes a respeito, dedicou sua curta vida a escrita. As referências encontradas falam sobre suas obras, desde poesias a pinturas. Ela retratava a natureza, o cotidiano e a história de seus antepassados.
Filha de João Mendes Teixeira e com a mãe de origem desconhecida, Rita viveu uma vida curta, vindo a falecer em 1718, aos 23 anos de idade. Existem divergências tanto em sua data de nascimento quanto na de falecimento, dadas as discordâncias entre fontes, de forma que alguns vestígios datam sua morte em 1718 e outros 1719 - como escrito por Dr. Antonio de V.M. de Drummond em seu artigo apologia ao bello sexo - tendo nesse sentido a margem de erro de um ano para seu nascimento ou morte.